# Dekemhare
Dekemhare er en by i det centrale Eritrea, med et indbyggertal (pr. 2005) på cirka 30.000. Byen, der ligger syd for hovedstaden Asmara, blev næsten helt ødelagt under Eritreas uafhængighedskrig.